# Маунт-Ітон (Огайо)
Маунт-Ітон (англ. Mount Eaton) — селище (англ. village) в США, в окрузі Вейн штату Огайо. Населення — 171 особа (2020).

## Географія
Маунт-Ітон розташований за координатами 40°41′42″ пн. ш. 81°42′9″ зх. д. / 40.69500° пн. ш. 81.70250° зх. д. (40.695130, -81.702575).  За даними Бюро перепису населення США в 2010 році селище мало площу 0,46 км², уся площа — суходіл.

## Демографія
Згідно з переписом 2010 року, у селищі мешкала 241 особа в 93 домогосподарствах у складі 62 родин. Густота населення становила 524 особи/км².  Було 103 помешкання (224/км²).
Расовий склад населення:
| - 98,8 % — білих |

До двох чи більше рас належало 0,8 %. Частка іспаномовних становила 0,4 % від усіх жителів.
За віковим діапазоном населення розподілялося таким чином: 24,9 % — особи молодші 18 років, 62,7 % — особи у віці 18—64 років, 12,4 % — особи у віці 65 років та старші. Медіана віку мешканця становила 36,5 року. На 100 осіб жіночої статі у селищі припадало 92,8 чоловіків;  на 100 жінок у віці від 18 років та старших — 96,7 чоловіків також старших 18 років.
Середній дохід на одне домашнє господарство  становив 53 365 доларів США (медіана — 45 000), а середній дохід на одну сім'ю — 68 137 доларів (медіана — 61 000). За межею бідності перебувало 15,2 % осіб, у тому числі 16,0 % дітей у віці до 18 років та 3,0 % осіб у віці 65 років та старших.
Цивільне працевлаштоване населення становило 103 особи. Основні галузі зайнятості: роздрібна торгівля — 20,4 %, освіта, охорона здоров'я та соціальна допомога — 19,4 %, мистецтво, розваги та відпочинок — 12,6 %, виробництво — 10,7 %.